# Nico Pepe
Domenico Pepe, detto Nico (Udine, 19 gennaio 1907 – Udine, 13 agosto 1987), è stato un attore e regista teatrale italiano. Nella parte finale della carriera fu attivo anche in televisione. Fu inoltre critico teatrale e doppiatore cinematografico dell'attore Carlo Pisacane nel film I soliti ignoti.
Attore del Piccolo Teatro di Milano, fu interprete in carriera di circa centotrenta film (peplum, musicarelli, b-movie, ma anche opere di pregio) e al suo nome è stata intitolata la Civica Accademia d'arte drammatica "Nico Pepe" di Udine. Sposò Clara Auteri, conosciuta nel 1937.

## Biografia
Debuttò in teatro come ultimo generico nel 1930 nella compagnia di Ruggero Lupi e Paola Borboni. Due anni dopo era primo attore brillante con Ruggero Ruggeri. Per il teatro di varietà fu interprete in Che ti sei messo in testa?. Divenuto interprete di classici del teatro, lavorò poi nelle compagnie di Antonio Gandusio e Peppino De Filippo oltre che in quella di Sergio Tofano, Giuditta Rissone e Vittorio De Sica.
Nel 1953 iniziò a collaborare con il Piccolo Teatro di Milano con cui dal 1959 interpretò il ruolo di Pantalone nell'Arlecchino servitore di due padroni di Giorgio Strehler. Fondatore e direttore del Teatro Stabile di Torino e tra i protagonisti del breve esperimento della Compagnia Stabile città di Palermo, diresse anche il Teatro Ateneo di Roma. Autore di regie teatrali, a partire dal 1969 portò in tournée un'originale formula di teatro in miniatura articolato in conversazioni recital.
Per il cinema fu interprete fra l'altro in Riso amaro e La donna più bella del mondo, dedicato alla figura di Lina Cavalieri, girato a fianco di Gina Lollobrigida e Vittorio Gassman. In televisione partecipò a diverse trasmissioni di prosa. Fu poi traduttore e autore di testi per il teatro e per la radio; collaborò inoltre con propri articoli a riviste e quotidiani curando rubriche sul mondo teatrale. Come studioso della materia tenne lezioni sulla storia della commedia dell'arte in varie scuole di recitazione di diversi paesi, fra cui il Conservatoire d'Art Dramatique di Parigi.
Fonda nel 1981 la "Civica Scuola di Recitazione per il teatro in friulano" a Udine, che poi si evolverà nella odierna Civica Accademia d'arte drammatica "Nico Pepe".

## Filmografia

### Cinema
- I due sergenti, regia di Enrico Guazzoni (1936)
- Gli uomini non sono ingrati, regia di Guido Brignone (1937)
- Voglio vivere con Letizia, regia di Camillo Mastrocinque (1938)
- Luciano Serra pilota, regia di Goffredo Alessandrini (1938)
- Eravamo sette vedove, regia di Mario Mattoli (1939)
- Imputato, alzatevi!, regia di Mario Mattoli (1939)
- Il ladro sono io!, regia di Flavio Calzavara (1940)
- Il cavaliere di Kruja, regia di Carlo Campogalliani (1940)
- Don Pasquale, regia di Camillo Mastrocinque (1940)
- Capitan Fracassa, regia di Duilio Coletti (1940)
- Mamma, regia di Guido Brignone (1941)
- Un marito per il mese d'aprile, regia di Giorgio Simonelli (1941)
- Marco Visconti, regia di Mario Bonnard (1941)
- La maschera di Cesare Borgia, regia di Duilio Coletti (1941)
- Confessione, regia di Flavio Calzavara (1941)
- Teresa Venerdì, regia di Vittorio De Sica (1941)
- La pantera nera, regia di Domenico Gambino (1942)
- Giarabub, regia di Goffredo Alessandrini (1942)
- La contessa Castiglione, regia di Flavio Calzavara (1942)
- L'affare si complica, regia di Pier Luigi Faraldo (1942)
- Quelli della montagna, regia di Aldo Vergano (1942)
- Il paese senza pace, regia di Leo Menardi (1943)
- Zazà, regia di Renato Castellani (1944)
- 07... tassì, regia di Alberto D'Aversa (1945)
- Teheran, regia di William Freshman e Giacomo Gentilomo (1946)
- I due orfanelli, regia di Mario Mattoli (1947)
- La mascotte dei diavoli blu, regia di Carlo Alberto Baltieri (1947)
- Arrivederci, papà!, regia di Camillo Mastrocinque (1948)
- Gli uomini sono nemici, regia di Ettore Giannini (1948)
- Il bacio di una morta, regia di Guido Brignone (1949)
- Se fossi deputato, regia di Giorgio Simonelli (1949)
- Ho sognato il paradiso, regia di Giorgio Pàstina (1949)
- Riso amaro, regia di Giuseppe De Santis (1949)
- Follie per l'opera, regia di Mario Costa (1949)
- Zappatore, regia di Rate Furlan (1950)
- Strano appuntamento, regia di Dezső Ákos Hamza (1950)
- Cavalcata d'eroi, regia di Mario Costa (1950)
- La figlia del mendicante, regia di Carlo Campogalliani (1950)
- L'inafferrabile 12, regia di Mario Mattoli (1950)
- Taxi di notte, regia di Carmine Gallone (1950)
- Tototarzan, regia di Mario Mattoli (1950)
- Piume al vento, regia di Ugo Amadoro (1951)
- Auguri e figli maschi!, regia di Giorgio Simonelli (1951)
- Napoleone, regia di Carlo Borghesio (1951)
- Bellezze in bicicletta, regia di Carlo Campogalliani (1951)
- Accidenti alle tasse!!, regia di Mario Mattoli (1951)
- Delitto al luna park, regia di Renato Polselli (1952)
- Canzoni di mezzo secolo, regia di Domenico Paolella (1952)
- Il figlio di Lagardere, regia di Fernando Cerchio (1952)
- Gli angeli del quartiere, regia di Carlo Borghesio (1952)
- Il boia di Lilla - La vita avventurosa di Milady, regia di Vittorio Cottafavi (1952)
- La figlia del diavolo, regia di Primo Zeglio (1952)
- La presidentessa, regia di Pietro Germi (1952)
- I Piombi di Venezia, regia di Gian Paolo Callegari (1953)
- Saluti e baci, regia di Maurice Labro e Giorgio Simonelli (1953)
- Capitan Fantasma, regia di Primo Zeglio (1953)
- Frine, cortigiana d'Oriente, regia di Mario Bonnard (1953)
- L'orfana del ghetto, regia di Carlo Campogalliani (1954)
- Cento serenate, regia di Anton Giulio Majano (1954)
- Carovana di canzoni, regia di Sergio Corbucci (1954)
- Cuttica, episodio di Gran varietà, regia di Domenico Paolella (1954)
- Garibaldina, episodio di Cento anni d'amore, regia di Lionello De Felice (1954)
- Gli amori di Manon Lescaut, regia di Mario Costa (1954)
- I tre ladri, regia di Lionello De Felice (1954)
- La spiaggia, regia di Alberto Lattuada (1954)
- Avanzi di galera, regia di Vittorio Cottafavi (1954)
- Pane, amore e gelosia, regia di Luigi Comencini (1954)
- Il visconte di Bragelonne, regia di Fernando Cerchio (1954)
- Torna piccina mia, regia di Carlo Campogalliani (1955)
- Le avventure di Giacomo Casanova, regia di Steno (1955)
- La canzone del cuore, regia di Carlo Campogalliani (1955)
- La donna più bella del mondo, regia di Robert Z. Leonard (1955)
- Foglio di via, regia di Carlo Campogalliani (1955)
- L'intrusa, regia di Raffaello Matarazzo (1956)
- L'angelo delle Alpi, regia di Carlo Campogalliani (1957)
- La legge è legge, regia di Christian-Jaque (1958)
- Ricordati di Napoli, regia di Pino Mercanti (1958)
- Questione di pelle (Les tripes au soleil), regia di Claude Bernard-Aubert (1959)
- Signori si nasce, regia di Mario Mattoli (1960)
- Letto a tre piazze, regia di Steno (1960)
- Urlatori alla sbarra, regia di Lucio Fulci (1960)
- Il diabolico dottor Mabuse (Die 1000 Augen des Dr. Mabuse), regia di Fritz Lang (1960)
- Teseo contro il minotauro, regia di Silvio Amadio (1960)
- Capriccio italiano, regia di Glauco Pellegrini (1961)
- Hitler non è morto (Le Monocle noir), regia di Georges Lautner (1961)
- Poker col diavolo (Rencontres), regia di Philippe Agostini (1962)
- Operazione Gold Ingot (En plein cirage), regia di Georges Lautner (1962)
- Le sette folgori di Assur, regia di Silvio Amadio (1962)
- Follie d'estate, regia di Carlo Infascelli e Edoardo Anton (1963)
- Sono stato io!, regia di Alberto Lattuada (1973)
- Matlosa, regia di Villi Hermann (1981)

### Televisione
- Il romanzo di un maestro, regia di Mario Landi – miniserie TV (1959)
- Dov'è finito Herrmann Schneider?, regia di Claudio Fino – film TV (1969)
- Stasera Fernandel, regia di Camillo Mastrocinque – serial TV, episodio 1x05 (1969)
- Re Cervo, regia di Andrea Camilleri – miniserie TV (1970)
- Tre donne, regia di Alfredo Giannetti – miniserie TV (1971)
- Vino e pane, regia di Piero Schivazappa – miniserie TV (1973)
- La visita della vecchia signora di Friedrich Dürrenmatt, regia di Mario Landi, trasmessa il 30 novembre 1973.
- Dr. med. Mark Wedmann - Detektiv inbegriffen, regia di Alfredo Medori – serial TV, episodio 1x09 (1974)
- Puzzle, regia di Guido Stagnaro – miniserie TV (1978)

## Doppiaggio
- René Genin in La legge è legge
- Carlo Pisacane in I soliti ignoti, Audace colpo dei soliti ignoti, Operazione San Pietro

## Doppiatori italiani
- Stefano Sibaldi in Frine, cortigiana d'Oriente, Avanzi di galera, Torna piccina mia!
- Manlio Busoni in Capitan Fantasma
- Carlo Romano in Gli amori di Manon Lescaut
- Bruno Persa in La spiaggia
- Gianfranco Bellini in Il diabolico dottor Mabuse

## Prosa radiofonica Eiar
- Ho perduto mio marito di Giovanni Cenzato, trasmessa il 21 agosto 1935.
- L'ultimo Lord di Ugo Falena, trasmessa il 23 agosto 1935.
- Giuda, tragedia di Raffaele Mastrostefano, regia di Guglielmo Morandi, trasmessa il 23 agosto 1940.

## Prosa radiofonica Rai
- Autunno, commedia di Gherardo Gherardi, regia di Guglielmo Morandi, trasmessa il 21 aprile 1949.

Vittorio De Sica, Nico Pepe, Domenico Forges-Davanzati, Giuditta Rissone radio EIAR nel 1940

- I pirati, radiocommedia di Samy Fayad, regia di Anton Giulio Majano, trasmessa il 10 agosto 1951.
- I compagni della cattiva strada di Samy Fayad, regia di Anton Giulio Majano, trasmessa il 9 novembre 1951.
- Romanticismo, commedia di Gerolamo Rovetta, regia di Carlo Ninchi, trasmessa il 31 dicembre 1951.
- I compagni della cattiva strada, radiocommedia di Samy Fayad, regia di Anton Giulio Majano, trasmessa il 14 aprile 1952.
- La vedova, commedia di Renato Simoni, regia di Guglielmo Morandi, trasmessa il 18 aprile 1955.
- Buon viaggio, Paolo, regia di Stefano De Stefani, trasmesso il 21 novembre 1958.
- Non te li puoi portare appresso, regia di Silverio Blasi, trasmesso il 2 gennaio 1959.
- La vedova scaltra, regia di Sandro Bolchi, trasmesso il 1º maggio 1959.
- Via della Chiesa di Lennox Robinson, regia di Daniele D'Anza, trasmesso il 3 luglio 1959.
- In pretura di Giuseppe Ottolenghi, regia di Erminio Macario e Lino Procacci, trasmesso il 23 luglio 1959.
- Le bastonate del servo, regia di Erminio Macario e Lino Procacci, trasmesso il 6 agosto 1959.
- Il povero fornaretto di Venezia di Francesco Dell'Ongaro, regia di Mario Landi, trasmesso il 12 ottobre 1959.
- Buon viaggio, Paolo di Gaspare Cataldo, regia di Stefano De Stefani, trasmesso il 14 ottobre 1959.
- Tana di ladri, regia di Eros Macchi, trasmesso l'11 agosto 1961.
- La folle giornata, ovverosia "Il matrimonio di Figaro" di Pierre-Augustin Caron de Beaumarchais, regia di Virginio Puecher e Carla Ragionieri, trasmesso il 22 ottobre 1962.
- Il viaggio, regia di Flaminio Bollini, trasmesso il 29 luglio 1963.
- Rosemary, regia di Carlo Lodovici, trasmesso il 15 dicembre 1963.
- La coda del diavolo di Yves Jamiaque, regia di Leonardo Cortese, trasmesso il 17 luglio 1964.
- La vedova, regia di Carlo Lodovici, trasmesso il 30 settembre 1964.
- Mario e Maria, regia di Giuseppe Di Martino, trasmesso il 12 dicembre 1967.
- La scuola delle mogli di Molière, regia di Vittorio Cottafavi, trasmesso il 7 settembre 1973.
- Visita della vecchia signora di Friedrich Dürrenmatt, regia di Mario Landi, trasmesso il 30 novembre 1973.
- Reperto numero sei, regia di Guglielmo Morandi, trasmesso l'8 marzo 1974.
- Uomo o vegetale? di Francis Scott Fitzgerald, regia di Mario Landi, trasmesso il 9 maggio 1975.